# Open been

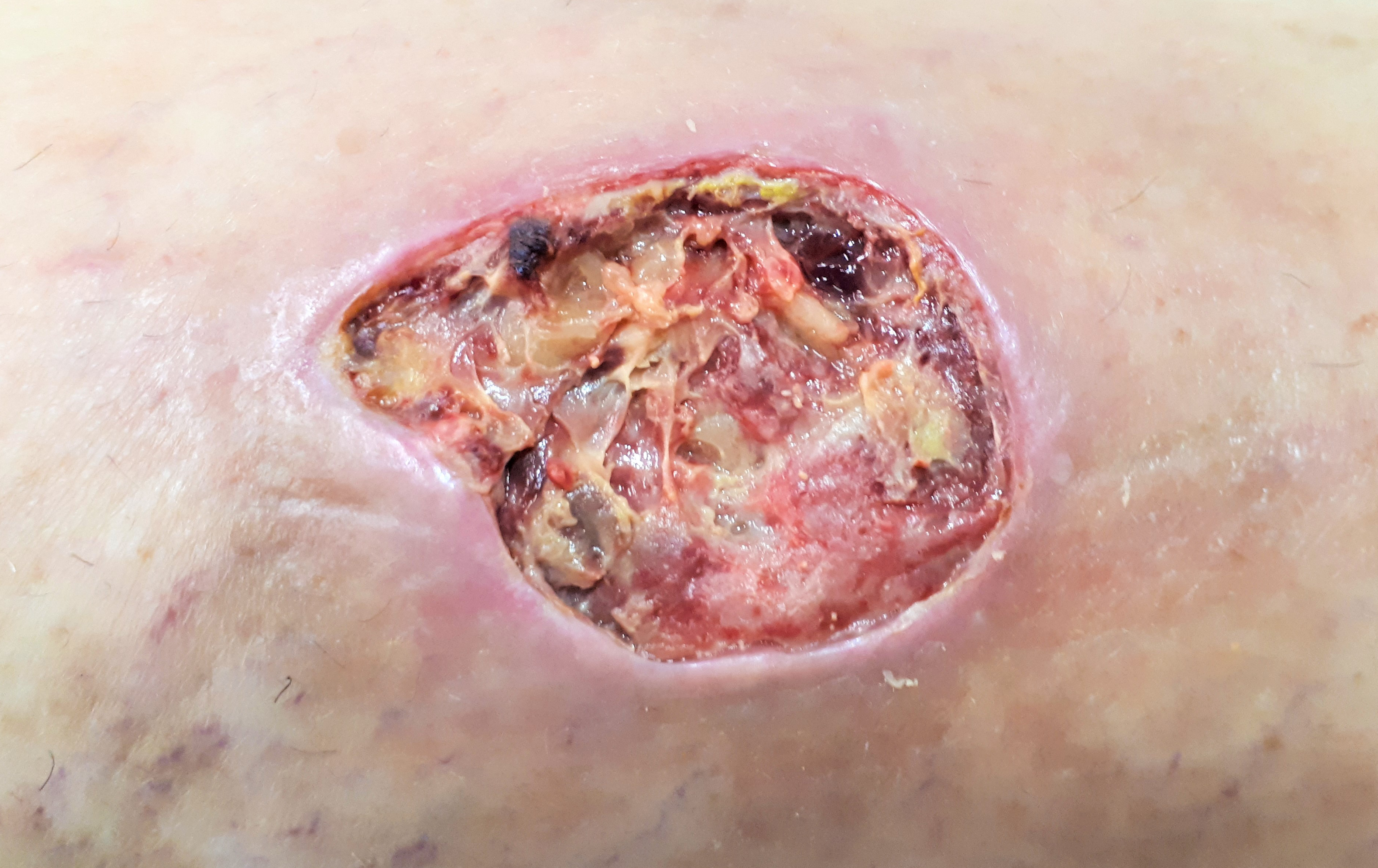
Open been (45x30mm).

Het open been of (Latijn) ulcus cruris ('zweer op het onderbeen') is een wond op het onderbeen of de enkel die niet wil genezen. 
De oorzaak is in het overgrote deel van de gevallen (maar niet altijd) een sterk gestoorde afvoer van het bloed uit het onderbeen via de aders, door al jarenlang bestaande spataders of door een eerder doorgemaakte trombose in het been (veneuze insufficiëntie). Bijkomende factoren zijn immobiliteit, langdurig staan zonder te lopen, oedeem, overgewicht, hartfalen, diabetes en atherosclerose. Vaak begint het met een kleine verwonding, bv. door stoten.
Zelden is een onvoldoende toevoer van bloed door een verstopte slagader de oorzaak, hoewel combinaties hiervan met slechte aders wel voorkomen. Ten slotte zijn er zeldzame oorzaken (minder dan 1 op honderd) die zweren kunnen veroorzaken die bij oppervlakkige beschouwing aan een open been doen denken, zoals kwaadaardige tumoren van de huid, sommige zeldzame bacterie-infecties, auto-immuunziekten zoals necrobiosis lipoidica of pyoderma gangraenosum
Dergelijke wonden kunnen soms jarenlang bestaan en ook bij de best bekende behandelingen kan de genezing maanden duren, en is in de ergste gevallen niet eens mogelijk. De behandeling berust vooral op het tegengaan van  oedeem en het bevorderen van de bloedcirculatie. Infectie speelt meestal geen grote rol maar moet indien dit wel zo is worden bestreden. Hiervoor wordt meestal een of twee keer per week gezwachteld.  Het zwachtelen houdt in dat er een korte rek-verband om het onderbeen wordt gewikkeld dat druk uitoefent op de weefsels en zo het oedeem via de lymfevaten afvoert. Dit gaat vooral goed als de patiënt voldoende loopt, waardoor zijn kuitspieren ook de nog aanwezige werkende aders geregeld goed leegdrukken. In normale gevallen zal daardoor genezing optreden in 4 tot 8 weken. 
Is het ulcus eenmaal genezen dan zal de patiënt om recidief te voorkomen meestal levenslang een strakke steunkous moeten dragen. 
Het is uit preventief oogpunt verstandig om bij mensen met veel spataders deze te behandelen om een open been op latere leeftijd te voorkomen.